# Maria-Katharina Meyer
Maria-Katharina Meyer (* 23. Mai 1941 in Berlin) ist eine deutsche Juristin und emeritierte Hochschullehrerin.

## Leben
Nach der Promotion 1974 an der Universität Frankfurt am Main zum Dr. iur. und der Habilitation 1982 lehrte sie von 1985 bis 1988 als Professorin für Strafrecht und Kriminologie an der Universität Hamburg und ab 1988 an der Georg-August-Universität Göttingen, wo sie bis zu ihrer Emeritierung tätig war.

## Schriften (Auswahl)
- Die Strafwürdigkeit der Anstiftung dem Grade nach. Hamburg, 1970 (Hochschulschrift)
- Ausschluss der Autonomie durch Irrtum. Ein Beitrag zu mittelbarer Täterschaft und Einwilligung. Carl Heymanns Verlag Köln 1984, ISBN 3-452-19868-5.
- Zur Rechtsnatur und Funktion des Strafantrags. v. Decker und Müller, Heidelberg 1984, ISBN 3-8114-2984-1.
- Beiträge zum Strafrecht. BWV Berliner Wissenschafts-Verlag 2007, ISBN 3-8305-1424-7.